# Гречища
Гречи́ща — село в Україні, у Любешівській селищній громаді Камінь-Каширського району Волинської області.
Населення становить 123 особи. До 2017 орган місцевого самоврядування — Дольська сільська рада.

## Географія
Село розташоване на правому березі річки Прип'яті.

## Населення
Згідно з переписом УРСР 1989 року чисельність наявного населення села становила 109 осіб, з яких 54 чоловіки та 55 жінок.
За переписом населення України 2001 року в селі мешкали 123 особи. 100 % населення вказало своєю рідною мовою українську мову.